# لو واینستین
لو واینستین (انگلیسی: Lev Weinstein; ۱۲ مارس ۱۹۱۶ – ۲۵ دسامبر ۲۰۰۴) ورزشکار ورزش تیراندازی اهل روسیه بود.
وی در مسابقات کشوری و بین‌المللی در مجموع برندهٔ ۳ مدال طلا، ۱ مدال نقره، ۱ مدال برنز شده‌است.